# Antonín Líman
Antonín Václav Líman (7. dubna 1932, Stará Boleslav, Československo – 2. května 2018, Vancouver, Kanada) byl český japanolog, překladatel a pedagog.

## Život a dílo
Studoval nejdříve na Univerzitě Karlově a od roku 1967 na tokijské Univerzitě Waseda. Po roce 1968 se již do Prahy nevrátil, odcestoval do Kanady. Byl emeritním profesorem univerzit v kanadském Torontu a japonském Otemae. Přednášel též na Univerzitě Britské Kolumbie ve Vancouveru. Publikoval přes čtyřicet studií a esejů o japonské literatuře v různých světových časopisech a sbornících, po roce 1990 se vrátil k překladům a původním studiím v rodném jazyce. V říjnu roku 2008 získal Cenu Josefa Jungmanna za překlad dvou novel Masudžiho Ibuse.

## Spisy

### Překlady
Jeho překlad básnické sbírky Manjóšú do češtiny je teprve druhý kompletní překlad tohoto díla na světě; v listopadu 2009 za něj získal Cenu za významný kulturní přínos od Japonské společnosti překladatelů v Tokiu.
Jeho dílo obsahuje mimo jiné i překlady japonských haiku do češtiny:
- Pár much a já - Výběr z haiku čtyř japonských básníků (Bašó, Issa, Buson a Santóka), 1. vydání 1996, DharmaGaia
- Boží člověk Issa - Rozsáhlý výběr z díla Kobajaši Issy jehož haiku jsou zaměřena na přírodní témata, 1. vydání 2006, DharmaGaia
- Chrám plný květů - Výběr ze tří století japonských haiku, přes 800 haiku od 70 autorů (od Bašóa až po moderní tvorbu 20. století), 1. vydání 2011, DharmaGaia
- Bašó: Úzká stezka do vnitrozemí - Stylizovaný cestovní deník nejslavnějšího japonského básníka (1644-1694) z jeho dva a půl roku dlouhé pouti po severním Japonsku, 1. vydání 2006, DharmaGaia
- Šiki, Masaoka: Pod tíhou měsíce - Šiki (1867-1902) patřil k nejlepším japonským básníkům haiku. Byl vlastně pokračovatelem Bašóa a starších mistrů a obohatil jejich styl o nové postupy. 1. vydání 2014, DharmaGaia
- Ibuse, Masudži: Řeka vypráví - Soubor šesti rybářských povídek jednoho z nejvýznamnějších japonských moderních autorů přeložili Antonín Líman a Jura Matela. 1. vydání 2015, DharmaGaia

### Vlastní tvorba
Jeho vlastní tvorba se taktéž týká Japonska:
- Mistři japonského filmu : 13 esejů
- Tři země, tři domovy [12] - Vzpomínky, eseje a rozhovory významného českého japanologa, které se vztahují k místům ve třech zemích na třech kontinentech – k Čechám, Japonsku a Kanadě. 1. vydání 2017, DharmaGaia
- Krajiny japonské duše - Patnáct esejů o moderní japonské literatuře, 2. vydání 2018, DharmaGaia
- Když zmlknou mobily - Sbírka haiku Antonína Límana a jeho manželky spisovatelky a herečky Evy Límanové. 1. vydání 2014, DharmaGaia
- Kouzlo šerosvitu - Kniha česko-kanadského japanisty a překladatele obsahuje osmnáct studií o moderní japonské společnosti a kultuře. 1. vydání 2008, DharmaGaia

### Memoáry
- LÍMAN, Antonín. Věčný polštář z trávy. Praha: Radioservis, 2012. 274 s. (Osudy). ISBN 978-80-87530-10-8.